# Pro Patria et Libertate Sezione Calcio 1946-1947
Questa voce raccoglie le informazioni riguardanti  la Pro Patria et Libertate Sezione Calcio nelle competizioni ufficiali della stagione 1946-1947.

## Stagione
Nella stagione 1946-47 la Serie B è stata divisa in tre gironi, la Pro Patria ha disputato e vinto il girone A con 60 punti in classifica, sette in più del Legnano, ed ha raggiunto la Serie A con la Lucchese che ha vinto il girone B, e la Salernitana che ha vinto il girone C. Ritorna dopo quattordici anni la Pro Patria tra le elette della massima serie. Grande protagonista Lelio Antoniotti prelevato dallo Sparta Novara, esile nel fisico ma dotato tecnicamente, titolare dalla settima giornata, trasferta di Viareggio, realizza venti delle ottantaquattro reti realizzate dai bustocchi, nella cavalcata vincente, ventisette partite vinte su quarantadue giocate. Altri marcatori bustocchi, Cavigioli e Angelo Turconi con 14 reti, ed il rientrante dal Bologna, Carlo Regazzoni con 13 reti.

## Rosa
| N. |                   | Ruolo | Calciatore          |
| -- | ----------------- | ----- | ------------------- |
|    | Italia (bandiera) | A     | Lelio Antoniotti    |
|    | Italia (bandiera) | C     | Antonio Azimonti    |
|    | Italia (bandiera) | C     | Fausto Bonelli      |
|    | Italia (bandiera) | C     | Alfonso Borra       |
|    | Italia (bandiera) | A     | Emidio Cavigioli    |
|    | Italia (bandiera) | C     | Carlo Ceriotti      |
|    | Italia (bandiera) | D     | Giancarlo Crespi    |
|    | Italia (bandiera) | P     | Guido Visco Gilardi |
|    | Italia (bandiera) | D     | Giovanni Ivaldi     |

| N. |                   | Ruolo | Calciatore      |
| -- | ----------------- | ----- | --------------- |
|    | Italia (bandiera) | D     | Aldo Marelli    |
|    | Italia (bandiera) | A     | Giuseppe Molina |
|    | Italia (bandiera) | C     | Piero Pozzi     |
|    | Italia (bandiera) | A     | Nerone Reddi    |
|    | Italia (bandiera) | A     | Carlo Reguzzoni |
|    | Italia (bandiera) | C     | Davide Triulzi  |
|    | Italia (bandiera) | A     | Angelo Turconi  |
|    | Italia (bandiera) | P     | Angelo Uboldi   |
|    | Italia (bandiera) | A     | Guido Zucchini  |

## Risultati

### Serie B (Girone A)

#### Girone di andata
| Arbitro: | Zambotto (Padova) |

|                               |           |            |
| Reguzzoni 81’ Azimonti II 86’ | Marcatori | 4’ Gordini |

| Arbitro: | Poggipollini (Ferrara) |

|                          |           |                 |
| Guaraldo 3’ Alberico 56’ | Marcatori | 72’ Azimonti II |

| Arbitro: | Neri (Vicenza) |

|                                            |           |                           |
| Reguzzoni 37’ 47’ Turconi II 49’ Reddi 83’ | Marcatori | 61’ Canali 81’ Pirovano I |

| Carrara 13 ottobre 1946 4ª giornata | Carrarese P. Binelli | 0 – 0 | Pro Patria | Stadio Viale XX Settembre\| Arbitro: \| Maglio (Torino) \| |
| Arbitro:                            | Maglio (Torino)      |       |            |                                                            |

| Arbitro: | Fornari (Bologna) |

|           |           |  |
| Reddi 67’ | Marcatori |  |

| Arbitro: | Arietti (Siena) |

|            |           |  |
| Molina 84’ | Marcatori |  |

| Arbitro: | Poggipollini (Ferrara) |

|                                  |           |                                             |
| Bertolucci 47’ (rig.) Sodini 67’ | Marcatori | 28’ Turconi II 32’ Cavigioli 58’ Turconi II |

| Arbitro: | Zelocchi (Modena) |

|                          |           |              |
| Cavigioli 41’ Molina 54’ | Marcatori | 76’ Anastasi |

| Arbitro: | Bertolio (Torino) |

|                                                      |           |                            |
| Molina 9’ Pozzi 13’ Antoniotti 38’ 47’ Cavigioli 65’ | Marcatori | 4’ Grasso 57’ 82’ Castelli |

| Arbitro: | Fornari (Bologna) |

|  |           |                                         |
|  | Marcatori | 26’ Antoniotti 87’ Reguzzoni 89’ Molina |

| Arbitro: | Zambotto (Padova) |

|                                                     |           |  |
| Borra 41’ Bonelli 49’ Antoniotti 54’ Turconi II 87’ | Marcatori |  |

| Arbitro: | Tassini (Verona) |

|                      |           |  |
| Agosti 35’ Begni 77’ | Marcatori |  |

| Arbitro: | Calamai (Prato) |

|                                                          |           |             |
| Malinverni 5’ (aut.) Biandrino 49’ (aut.) Antoniotti 68’ | Marcatori | 25’ Barbero |

| Arbitro: | Zilli (Reggio Emilia) |

|  |           |               |
|  | Marcatori | 85’ Cavigioli |

| Arbitro: | Tassini (Verona) |

|                                                       |           |                  |
| Turconi II 8’ Reguzzoni 45’ (rig.) Turconi II 52’ 82’ | Marcatori | 16’ 71’ Trevisan |

| Arbitro: | Massai (Pisa) |

|                              |           |            |
| Antoniotti 52’ Cavigioli 79’ | Marcatori | 85’ Farina |

| Vigevano 5 gennaio 1947 17ª giornata | Vigevano         | 0 – 0 | Pro Patria | Stadio Dante Merlo\| Arbitro: \| Camiolo (Milano) \| |
| Arbitro:                             | Camiolo (Milano) |       |            |                                                      |

| Arbitro: | Arietti (Siena) |

|                          |           |  |
| Fatturini 28’ Chendy 58’ | Marcatori |  |

| Arbitro: | Avanzi (Verona) |

|                    |           |            |
| Antoniotti 11’ 48’ | Marcatori | 67’ Biddau |

| Arbitro: | Canavesio (Torino) |

|                  |           |                |
| Cattaneo 14’ 31’ | Marcatori | 40’ Turconi II |

| Arbitro: | Savio (Torino) |

|  |           |                              |
|  | Marcatori | 34’ Reguzzoni 71’ Antoniotti |

#### Girone di ritorno
| Arbitro: | Vannini (Bologna) |

|              |           |  |
| Scarpato 40’ | Marcatori |  |

| Arbitro: | Porcellana (Genova) |

|                           |           |  |
| Turconi II 18’ Molina 36’ | Marcatori |  |

| Arbitro: | Poggipollini (Ferrara) |

|                      |           |  |
| Boffi 17’ Canali 56’ | Marcatori |  |

| Arbitro: | Morielli (Udine) |

|                             |           |  |
| Reguzzoni 47’ Cavigioli 60’ | Marcatori |  |

| Arbitro: | Agnolin (Bassano del Grappa) |

|                      |           |  |
| Martini 3’ Colpo 12’ | Marcatori |  |

| Arbitro: | Dattilo (Roma) |

|                    |           |           |
| Capello 62’ (rig.) | Marcatori | 68’ Pozzi |

| Arbitro: | Clemente (Gorizia) |

|                         |           |  |
| Zucchini 46’ Molina 70’ | Marcatori |  |

| Gallarate 7 aprile 1947 29ª giornata | Gallaratese   | 0 – 0 | Pro Patria | Stadio Alessandro Maino\| Arbitro: \| Gemini (Roma) \| |
| Arbitro:                             | Gemini (Roma) |       |            |                                                        |

| Arbitro: | Pizziolo (Firenze) |

|  |           |                |
|  | Marcatori | 81’ Turconi II |

| Arbitro: | Selva (Torino) |

|                                                       |           |  |
| Molina 1’ Turconi II 14’ Antoniotti 35’ Cavigioli 64’ | Marcatori |  |

| Arbitro: | Donati (Milano) |

|                            |           |  |
| Roffi 60’ Tagliasacchi 71’ | Marcatori |  |

| Arbitro: | Piemonte (Monfalcone) |

|                                                                       |           |                            |
| Borra 3’ 6’ Cavigioli 14’ Antoniotti 55’ Reguzzoni 88’ Antoniotti 90’ | Marcatori | 62’ Dalcerri 72’ Goldaniga |

| Arbitro: | Balestrino (Imperia) |

|            |           |               |
| Serone 27’ | Marcatori | 73’ Reguzzoni |

| Arbitro: | Caporali (Perugia) |

|                            |           |  |
| Cavigioli 4’ Reguzzoni 66’ | Marcatori |  |

| Arbitro: | Bellè (Venezia) |

|                           |           |                              |
| Capra 17’ 53’ Cipolla 58’ | Marcatori | 47’ Antoniotti 72’ Cavigioli |

| Sesto San Giovanni 1º giugno 1947 37ª giornata | Pro Sesto        | 0 – 0 | Pro Patria | Campo Falck\| Arbitro: \| Pasinetti (Roma) \| |
| Arbitro:                                       | Pasinetti (Roma) |       |            |                                               |

| Arbitro: | Zelocchi (Modena) |

|                                             |           |  |
| Cavigioli 2’ Bonelli 47’ Antoniotti 48’ 67’ | Marcatori |  |

| Arbitro: | Nerozzi (Verona) |

|                                                   |           |              |
| Cavigioli 23’ Antoniotti 42’ Reguzzoni 60’ (rig.) | Marcatori | 40’ Costanzo |

| Arbitro: | Neri (Vicenza) |

|  |           |            |
|  | Marcatori | 37’ Molina |

| Arbitro: | Avanzi (Verona) |

| |           |  |
| Antoniotti 12’ Turconi II 47’ Reguzzoni 50’ Antoniotti 54’ Molina 64’ Turconi II 71’ Cavigioli 79’ Antoniotti 83’ Turconi II 85’ 88’ | Marcatori |  |

| Arbitro: | Loda (Brescia) |

|                              |           |             |
| Antoniotti 14’ Reguzzoni 31’ | Marcatori | 36’ Longoni |